# Cantagallo (Italia)
Cantagallo es una localidad italiana de la provincia de Prato, región de Toscana, con 2.941 habitantes.

Ubicación de la ciudad de Cantagallo dentro de la provincia de Prato.

## Evolución demográfica
| Gráfica de evolución demográfica de Cantagallo entre 1861 y 2001 |
|                                                                  |
| Fuente ISTAT - Elaboración gráfica por parte de Wikipedia        |